# シャイニング (映画)
『シャイニング』（The Shining）は、スタンリー・キューブリックが製作・監督し、小説家のダイアン・ジョンソンと共同脚本を務めた、1980年公開のサイコロジカルホラー映画。原作は1977年に出版されたスティーヴン・キングの同名小説。出演は、ジャック・ニコルソン、シェリー・デュヴァル、スキャットマン・クローザース、ダニー・ロイド。
1980年5月23日にアメリカで、ワーナー・ブラザースから公開された。劇場公開版にはいくつかのバージョンがあり、それぞれが前のバージョンよりも短くカットされ、合計で約27分がカットされた。公開当時の反応は賛否両論で、スティーヴン・キングは小説との乖離を理由にこの映画を批判した。しかし、現在ではホラー映画の中でも最も偉大で影響力のある作品の一つとされ、ポップカルチャーの定番となっている。
2003年以降、スティーヴン・ジェイ・シュナイダーの『死ぬまでに観たい映画1001本』に掲載されている。2018年、本作は「文化的、歴史的、または美学的に重要である」として、米国議会図書館によってアメリカ国立フィルム登録簿に保存された。 39年後の2019年11月8日には、続編の『ドクター・スリープ』が公開された。

## あらすじ
コロラド州のロッキー山中にある人里離れた歴史あるホテル、オーバールック・ホテル。小説家志望であり、アルコール依存症を患っているジャック・トランスは、雪深く冬期には閉鎖されるこのホテルへ、閉鎖時の管理人としての職を得て、妻のウェンディ、一人息子のダニーを引き連れて訪れた。
支配人のアルマンは、「このホテルは、以前の閉鎖時の管理人であるチャールズ・グレイディが、孤独に心を蝕まれたあげく家族を斧で惨殺し、自殺したといういわく付きの物件だ」と語るが、ジャックは気にも留めず、家族3人で広大なホテルに住み込むことを決める。幼い息子のダニーは不思議な能力「シャイニング」（テレパシー）を持つ少年であり、この場所で様々な超常現象を目撃する。
ホテル閉鎖の日、料理長であるハロランはダニーと母親ウェンディを伴って、ホテルの中を案内する。自身も「シャイニング」の能力を持つハロランは、ダニーが自分の同類だと気付き、「この古いホテルもシャイニングを持っている」とダニーに語る。そして、猛吹雪により外界と隔離されたオーバールック・ホテルで、親子3人だけの生活が始まる。
生活の中、ジャックと家族らは「存在しないはずの何か」の存在への恐怖によって精神を蝕まれていく。息子のダニーは首に痣がある状態で戻り、ウェンディは何者かがホテルに存在すると恐れる。そんな中、ジャックはいないはずのバーテンダーのロイドと旧知の仲のように会話をするなど、狂気に落ちていく。ジャックはダニーが襲われたという237号室に入り、裸の美女に抱かれるが、その美女はいつの間にか老婆に代わっており、恐れて逃げ出すが、妻には何も無かったと応える。
やがてジャックが精神に異常を来たしたことをウェンディは知り、バットでジャックの頭を殴って逃げようとする。
ジャックはホテルの物の怪に憑りつかれ、妻と息子を手に掛けようとする。遠いマイアミに居ながらホテルでの異変に気付き駆けつけたハロランをジャックは殺害するが、息子ダニーの機転によって庭の広大な迷路園に誘い込まれ、脱出できずに凍死する。ウェンディとダニーは雪上車に乗り、ホテルを後にする。
ジャックらが遭遇した存在は何だったのかははっきり示されないまま、1921年7月4日のオーバールックホテルの舞踏会を記録したモノクロ写真に、ジャックと瓜二つの男が写っている事が示され、エンディングを迎える。

## キャスト
ジャック・トランス
演 - ジャック・ニコルソン
作家志望の男。アルコール依存症を患っている。無職であり「管理人」の職を求めて、家族と共にオーバールック・ホテルに訪れた。
ウェンディ・トランス
演 - シェリー・デュヴァル
ジャックの妻。
ダニー・トランス
演 - ダニー・ロイド
ジャックとウェンディの一人息子。「シャイニング」の能力を持つ。
ディック・ハロラン
演 - スキャットマン・クローザース
ホテルの料理長。ダニーと同様にシャイニングの能力を持つ。
スチュアート・アルマン
演 - バリー・ネルソン
ホテルの支配人。
デルバート・グレイディ
演 - フィリップ・ストーン
ホテルのウェイター。
ロイド
演 - ジョー・ターケル
バーテンダー
医師
演 - アン・ジャクソン
ラリー・ダーキン
演 - トニー・バートン（北米公開版のみの出演）
浴室の若い女
演 - リア・ベルダム
浴室の老女
演 - ビリー・ギブソン
グレイディの娘
演 - リサ・バーンズ、ルイーズ・バーンズ

## 作品解説
ジャケットにも採用された、この映画の象徴ともいえる「叩き割ったドアの裂け目から顔を出したジャック・ニコルソンの狂気に満ちた表情」を撮るためにキューブリックはわずか2秒程度のシーンを2週間かけ、190以上のテイクを費やした。
本作の舞台となるオーバールック・ホテルの外観として使用されたのは、アメリカ・オレゴン州にあるフッド山の南側に建つティンバーライン・ロッジである。内装は、カリフォルニア州ヨセミテ国立公園のアワニー・ホテルをモデルとしている。外観に使われた当ロッジは原作通りの217号室が実在するため、号室の変更を要求し、映画では237号室に変更された。

### 技術
キューブリック作品は1957年の『突撃』など早くから移動撮影で知られていたが、本作では開発されたばかりのステディカムを導入。用法は効果的で、この撮影装置の知名度を飛躍的に高めた。
また撮影時にフィルムの映像をビデオチェックできる技術が使われた最初の映画である。それまでは現像されるまでチェックできなかった。

### エクソシスト2
キューブリックの元には同時に『エクソシスト2』の制作の依頼も来ていたが、最終的にこちらの制作を選んだ。ただし『エクソシスト』第一作で悪魔に憑かれる少女リーガンが統合失調症を疑われ夥しい検査を受けるのと同様、霊魂、超能力「シャイニング」など科学で説明の付かない事象を説明の付く事象と曖昧に描かれており、関与しなかったにせよ影響は少なくなかったと思われる。

### ポスター案
本作のポスターは、ソール・バスに依頼された。300案の試行錯誤からキューブリックが選んだのは、THEの文字に少年の顔が点描された黒文字のロゴだった。しかし、これもワーナー・ブラザースに却下され、公開時にはドアから顔を出すニコルソンと恐怖に慄くデュヴァルの写真を使ったものが使用された。ただし、予告編には当時のポスター画が使用され、タイトルの字体もポスターに採用された。

## 原作との違い
巨匠スタンリー・キューブリックによる映画化で世界的に著名となった同作だが、彼はキングの原作を大幅に変更しており、殆ど別作品に近い趣になっている。これについて原作者であるキングは激怒し、同作とキューブリックへの批判を繰り返し、後に「映画版へのバッシングを自重する」事を条件にドラマ版で再映像化を試みた程であった（ただし、キューブリックの死後は再び映画版への批判を繰り返している）。
猛吹雪に閉ざされたホテルで狂気に囚われた男が家族を惨殺しようとする、という大まかな流れはほぼ原作通りである。一方、原作では邪悪な意志を持つ巨大な存在であるホテル自体が、過去の出来事なども含めて圧倒的な存在感をもって描かれているのに対して、映画ではそれが薄い。ただし、シャイニングによる怪奇現象については劇中の序盤にて語られる「かつてここはインディアンの墓地だったが、反対を押し切って建設した」という言及などから暗に「アメリカ人がインディアンに行ってきた悪業への報復」であるという事が示されている。ホテルの内装などはネイティブ・アメリカンの様式を引用している事が143分版の追加カットの会話に登場している。
更に、原作ではホテルの邪悪な意志がジャックを狂気へと導くのに対して、映画ではホテルがグレイディを遣ってジャックを狂気に導く描写は存在するものの、ホテルとは関係なく仕事のプレッシャーや孤独に耐え切れず自ら発狂したともとれる曖昧な描写がなされている。また、ダニーの首を絞めた者の正体が明らかにされていない。これらは作品の非常に重要な部分であるため、原作と映画の印象を決定的に異なるものにしている。原作ではウェンディもダニーもジャックの発狂はホテルのせいだということを理解しているが、映画版では不明である。

### ジャック・トランス

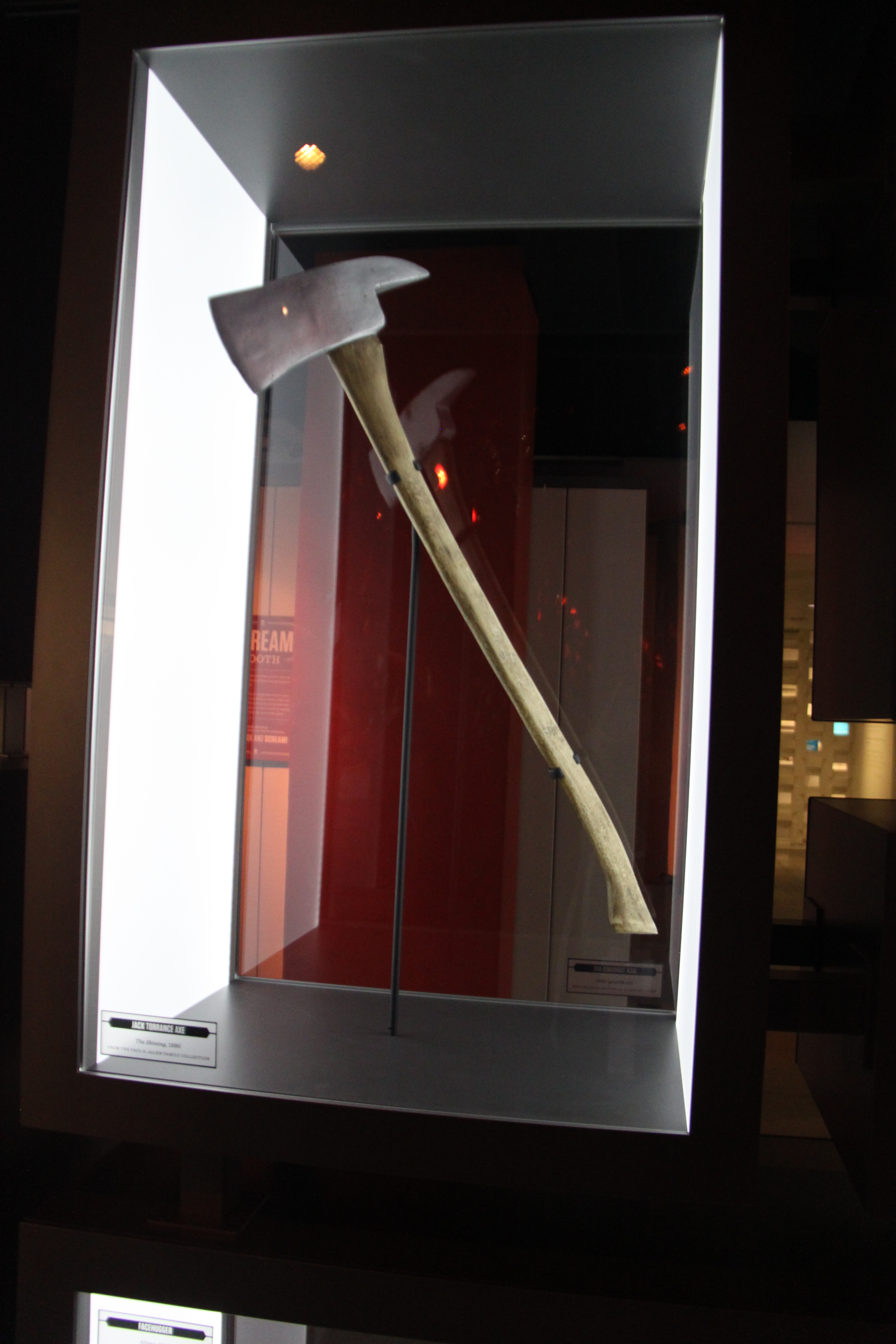
映画に登場する斧の模型。刃の反対側にピッケルがついた「消防用斧」と呼ばれる形状である

原作版のジャック・トランスは「小市民的であるが、度々癇癪を起こしてトラブルを起こす」という部分が強調され、アルコール依存症にも自ら罪悪感を抱いて苦しむ人物として登場する。学校を解雇された理由も、生徒を殴打したことが原因である。ホテルの不思議な現象に終始圧倒されて数々の暴行を働くものの、最終的には善良な意思がホテルに打ち勝つ形で家族（ウェンディ、ダニー）を逃がそうとする。また作中では誰も殺さず、加えてラストでは成長した息子を見守るというハッピーエンドが意図されている。原作でジャックが狂気に走った理由の大部分は霊的な存在による精神の操作というややファンタジーじみた要素が強く、また家庭内暴力がアルコール依存症と同等の問題として描かれる。故にそのラストにはダニーやハロランらが持つ「シャイニング」が鍵となる。原作のジャックの造形に自身のアルコール依存症とその克服体験が反映されている事はキング本人も認めている。
映画版のジャックは尺の都合も含めて、かなり早い段階で家族（妻）との軋轢が生じる。彼は開始当初から自らのままならぬ人生や家族にうとましさを感じており、ウェンディとの間にも微妙な雰囲気が流れている。狂気に身を委ねて暴行を始めた後はためらわずに行動を続け、家族を殺すには至らずも料理人のハロランを殺している。最終的にはジャックは迷路の中で凍死するが、何故か彼と瓜二つの男が事件よりはるか昔、1921年7月21日のオーバールックホテルの舞踏会のモノクロ写真に写っているというカットで物語は終結する。劇中では度々ジャックが初対面の人物に対して知り合いのように振る舞っている事や、143分版では「このホテルには何故か何度も来たような気がする」と語るシーンが有るなど、彼が輪廻転生を繰り返している事が示唆されている。
映画でジャックが狂気に走った理由において、霊的な存在は重要ではあるがあくまで切っ掛けに過ぎず、創作へのプレッシャーとアルコール依存による精神の疲弊が物語の中心に置かれている。従って超能力（シャイニング）は作中ではさほど重要な存在として描かれる必然性を持たず、家庭内暴力も強いて言えば誤ってダニーに怪我をさせた過去が言及されるのみである。キューブリックはジャックをむしろ『2001年宇宙の旅』のHAL 9000に近い専制的な悪役として描いたとしばしば指摘される。
キューブリックがジャック（ひいては『シャイニング』自体）に原作と異なる解釈と構想を抱いていた事、それにキングが文句をつけていた事はキャスティングの段階から表面化していた。キューブリックは『カッコーの巣の上で』でアカデミー賞を受賞していたジャック・ニコルソンを主役に抜擢すると、キングは至って平凡な人間が狂気に取り込まれるというストーリーが、奇抜な演技を得意とするニコルソンにより変更されると予感して反対した。代案としてジョン・ヴォイトを推薦したが、キューブリックに却下された。原作と映画が最も共有する点はバーテンダーから酒を貰うシーン以降、ジャックがアルコールに浸り始める部分である。

### ウェンディ・トランス
原作版のウェンディ・トランスは両親から愛情を受けずに育った過去がまず紹介され、その上で経験からか夫のジャックに比べて自立心の強い人物として描かれる。彼女はジャックが子供や自分に家庭内暴力を振るった過去を殊更に指摘して、彼の精神を追い詰めていく。物語の混乱の中でも平静さを保ちながら、ホテルの悪意と立ち向かおうとする。
映画版のウェンディ・トランスは消極的かつ受動的な、夫への依存心が強い気弱な女性として描かれている。彼女の献身的ながらも夫に寄りかかるような姿勢はジャックをいらだたせ、家族への疎ましさを生む原因となっている。また物語の混乱の中で本性としてのヒステリックさ を表し、発狂したジャックとは異なる方向で物語終盤の起伏を生んでいる。これは映画でウェンディを演じたシェリー・デュヴァルの迫真の演技が寄与した部分（しばしばニコルソンの演技以上に恐ろしいとも評される。これはキューブリックらが撮影中、デュヴァルに対し意図的に激しく当たったため、精神的に追い詰められ、それがそのまま演技に生かされたものといわれている）も大きいが、故に議論の対象となるキャスティングの一つでもある。

### ダニー・トランス
原作でのダニー・トランスは霊的な存在が前面に押し出されている以上、ある意味で物語の主役であり、自らが持つ超能力（シャイニング）を駆使し、悪霊に取り付かれた父親と立ち向かおうとする勇敢な少年として描かれる。これはそもそも原作ではアルコール依存とそれによって起きたジャックの家庭内暴力が明確に描かれている事も関係する。超能力について特に隠す様子も無く公然とそれを他者に話し、周囲もある程度それを認知している。超能力以外にも極めて優れた天才児として描かれ、更には謎の青年「トニー」（後に彼の未来の姿である事が判明する）が様々な面で大立ち回りを演じていく。
映画版でのダニーは一介の愛らしい少年で、徐々に狂っていく父親に不穏な空気を感じつつも心配する素直な子供として描かれる。ジャックが狂い始めた際には母親と共にそれに振り回され、最終的な結末も「シャイニング」ではなく咄嗟の機転で切り抜ける形で迎えている。

### ディック・ハロラン
ダニーと同じくシャイニングの力を持ち、ある種の理解者となる。彼とダニーはシャイニングの能力によって、テレパシーのように意思伝達が可能である。
中盤までは原作も映画版も、その活躍はほぼ同じだが、原作では繰り返し行われたシャイニングによる交信が、映画版では、会話が明確に描かれたのは出会った当初のみで、後は、互いの状況を断片的に察知したことが数回あったのみである。
終盤でダニーのSOSに答えて単身でホテルへ戻るが、原作では狂ったジャックからダニーとウェンディを守るためにホテル内を奔走する。途中、斧を手にした際に、ジャックを支配していた邪悪な意思に飲み込まれかけるなどの場面もある。最後には、彼の機転によってダニー達は無事にホテルを脱出することに成功し、2人と共に生還する。が、映画版では、ホテルに入ってまもなく物陰から現れたジャックに斧で惨殺されており、脱出に使う雪上車を結果として持ち込んだ以外に、物語上の役割はない。

### スチュアート・アルマン
前述のジャックへの描写の違いを受けて、スチュアート・アルマンの描写にも大きな違いが生じている。原作のアルマンは尊大で嫌味な実業家として描かれ、ジャックを見下して雇う事を一度拒絶する。結局雇う事になった後も彼に権威的に接していき、その軋轢がジャックを追い詰める原因の一つになる。一方、映画版のアルマンは原作に比べて遥かに人間的で温和な人物であり、むしろ人生に行き詰っているジャックを助けようとする存在として描かれる。以前の管理人一家が壮絶な末路を迎えた事に付いても原作では半ば脅すかのような態度で事実を伝えているが、映画版ではジャックを心配する態度でホテルの過去について話している。
映画版では、入院しているウェンディーとダニーを見舞い、ダニーに黄色いボールを投げ渡して去っていくシーンがあった（後述）。
評論家グレッグ・ジェンキンズは『キューブリックと作品改変』の中で「アルマンは映画の為に一から完全に作り直された」と評している。

### エンディング
原作のラストでは、ジャックと共にオーバールックホテルそのものがボイラーの爆発で木っ端微塵に吹き飛んでしまうが、映画のラストではホテルは破壊されず、ジャックは迷路園で凍死する。
原作ではウェンディがジャックに木槌で殴りつけられて重傷を負い、ハロランの助けにより何とかホテルを脱出するが、映画ではハロランは何もしないうちに柱の陰から忽然と現れたジャックに斧で胸をえぐられて殺され、ダニーとウェンディはハロランが乗ってきた雪上車で脱出する。ホテルは残り、ジャックは過去の写真の1人におさまり、邪悪な意思に取り込まれたことを暗示している。
完成時の尺は146分あり、逃げ延びたウェンディとダニーが病院でホテルの支配人アルマンと再会、アルマンはダニーに黄色のボールを投げるが、そのボールは彼がホテルの廊下で遊んでいる時に、どこからともなく転がってきたボールと同じだったという、アルマンがホテルの秘密を知っていたという暗示が込められたエンディングであったが、本公開に先立つプレミア上映の後にキューブリックの手によって該当部分のフィルムは削除・破棄され、現在は数枚のスチル写真のみでしかその様子を知ることはできない。
ウェンディ役のシェリー・デュヴァルは、エンディングの削除に関して「それにより、映画を難解にしてしまった」と批判的に述べている。

## 評価
上記の通り、キューブリックと原作者との対立が見られた同作品だったが、商業的には大きな成功（制作費の数倍の収益）を収め、更にキューブリックの知名度を高める結果となった。娯楽作品であるが為に賞レースにこそ絡まなかったが、役者の優れた演技や、キューブリックならではの恐怖演出と映像美で高い賞賛を受け、数多くの作品でオマージュを受けた（英語版ウィキペディアでは「全てのオマージュを網羅すると記事が長大になりすぎる」と記述されている）。今日では例えば地上波TV放送される際に「★ホラーの金字塔★スタンリー・キューブリックの傑作」（日本テレビ2020年6月30日の映画天国）などと表現され、もはやホラー映画の偉大な古典という域にまで達している。
キングの批判自体も、こうした映画版の影に小説版が隠れるという構図が固まるに連れて硬化していき、1997年のドラマ版で最高潮に達するに至った。
ロンドン大学の研究チームが考案した数学的計算式による評価では、サイコのシャワーシーンと並んで「完璧なホラー映画」の一例であるという。また、1シーンにテイク132回をかけたのはギネス記録である。しかし、そのシーンはカットされた。
「アメリカ映画の名セリフベスト100」では、ニコルソン演じるトランスの「Here's Johnny!」（お客様だよ！）が第68位にランクインした。

## 音楽
当初『時計じかけのオレンジ』のウェンディ・カルロスに作曲依頼をしていたが、完成版では既成曲を多数採用した。カルロスはレイチェル・エルカインドとともにテーマ曲と「ロッキー・マウンテンズ（グレゴリオ聖歌「怒りの日」の編曲）」を作曲し、それらの曲で演奏も行った。
- 弦楽器と打楽器とチェレスタのための音楽 第3楽章（バルトーク）
- ロンターノ（リゲティ）
- ヤコブの目覚め／ポリモルフィア／ウトレニヤ／デ・ナトゥーラ・ソノリス 第1番、第2番／52弦とテープのためのカノン（以上クシシュトフ・ペンデレツキ）
- 仮面舞踏会（演奏：ジャック・ヒルトン楽団）
- ホーム（演奏：ヘンリー・ホールとグレン・イーグルス・ホテル・バンド）
- 真夜中、星々と君[注 4]／もうすべて忘れて（演奏：アル・ボウリーとレイ・ノーブル楽団）

## 日本語吹替
| 役名                   | 俳優                         | 日本語吹替                                                                  |
| 役名                   | 俳優                         | テレビ東京版                                                                |
| ---------------------- | ---------------------------- | --------------------------------------------------------------------------- |
| ジャック・トランス     | ジャック・ニコルソン         | 石田太郎                                                                    |
| ウェンディ・トランス   | シェリー・デュヴァル         | 山田栄子                                                                    |
| ダニー・トランス       | ダニー・ロイド               | 伊藤隆大                                                                    |
| ディック・ハロラン     | スキャットマン・クローザース | 前田昌明                                                                    |
| スチュアート・アルマン | バリー・ネルソン             | 阪脩                                                                        |
| デルバート・グレイディ | フィリップ・ストーン         | 大木民夫                                                                    |
| ロイド                 | ジョー・ターケル             | 糸博                                                                        |
| その他                 |                              | 佐藤由菜 石塚運昇 室園丈裕 津田英三 寺内よりえ 加藤優子 高山佳音里 坂口哲夫 |
|                        |                              |                                                                             |
| 演出                   |                              | 福永莞爾                                                                    |
| 翻訳                   |                              | 木村純子                                                                    |
| 調整                   |                              | 山田太平                                                                    |
| 効果                   |                              | リレーション                                                                |
| 担当                   |                              | 菅原有美子 鍛治谷功                                                         |
| プロデューサー         |                              | 中村公彦 平山大吾                                                           |
| 配給                   |                              | アップルテレビジョン                                                        |
| 製作                   |                              | テレビ東京 ムービーテレビジョン                                             |
| 初回放送               |                              | 1996年11月14日 『木曜洋画劇場』 ※ソフト未収録                               |

※2024年現在、LeminoとSPOOXにて吹替版が配信されている。

## 日本語版スタッフ
- 日本語字幕：高瀬鎮夫[25]

## その他
- 斧で浴室のドアを破壊するシーンは2020年にマウンテンデューのパロディCMとして製作された[26][27]。ジャック・トランスと双子はブライアン・クランストン（二役）が[27]、ウェンディはトレイシー・エリス・ロスが演じた[26]。ちなみに、このCMは同年2月2日に開催された第54回スーパーボウルで特別CMの1つとして放映された[27]。
- ジャック・ニコルソンが劇中で使用した斧（発泡スチロール製）が2021年にオークションに出品され、最低入札価格として4万5,000ポンド（約675万円）の値が付いた[28]。過去には木製の斧が17万2,000ポンド（約2,600万円）で、これと似た小道具（発泡スチロール製）が5万7,600ポンド（約862万円）でそれぞれ落札された[28]。